# Publius Palpellius Clodius Quirinalis
Publius Palpellius Clodius Quirinalis (vollständige Namensform Publius Palpellius Publi filius Maecia Clodius Quirinalis) war ein im 1. Jahrhundert n. Chr. lebender Angehöriger des römischen Ritterstandes (Eques). Durch eine Inschrift, die in Tergeste gefunden wurde und die auf 50/56 n. Chr. datiert wird, sind einzelne Stationen seiner Laufbahn bekannt.
Quirinalis ließ in der Inschrift als erste Position seiner militärischen Laufbahn die des Primus Pilus in der Legio XX festhalten. Danach wurde er in den Ritterstand aufgenommen und zum Tribunus militum in der Legio VII Claudia pia fidelis befördert; den Dienst in der VII Claudia muss er nach 42 angetreten haben, da die Legion in diesem Jahr die Auszeichnung pia fidelis infolge des Aufstands von Lucius Arruntius Camillus Scribonianus erhielt. Im Anschluss wurde Quirinalis Procurator Augusti und Präfekt der Flotte. Er wird von Tacitus in den Annalen erwähnt; daraus geht hervor, dass er Präfekt der in Ravenna stationierten römischen Flotte war und dass er 56 Selbstmord beging.
Quirinalis wurde von einem Publius Palpellius adoptiert, war in der Tribus Maecia eingeschrieben und stammte vermutlich aus Istrien. Eine (unvollständig erhaltene) Inschrift mit seiner Laufbahn wurde in Altinum gefunden. In einer weiteren Inschrift aus Tergeste wird ein Publius Clodius Quirinalis aufgeführt, der Soldat in der Legio XV Apollinaris war; möglicherweise war er der Vater von Quirinalis.